# 響音
响音，與阻礙音相對，指发音时向出氣流不受阻礙直接衝出口腔，並不受干擾而產生湍流。因此，響音的音能夠持續，而音階不變（阻礙音中的塞音氣流因聲腔氣壓上升氣流一下子衝出發音，故無法持續。）响音都能自成音节。通常包括鼻音、近音、閃音、顫音、元音。有時候會用共鳴音這個名稱稱呼響音，而響音則用來指非元音和半元音的共鳴音。但這種用法正日漸被淘汰。
中国古代称响音声母为「次浊音」、「清浊音」。

## 类型
阻碍音常常是清音，而响音常常是浊音。在聲音響度中，所有響度比擦音大的都是響音。
在口腔后部发音的辅音中，近音和浊擦音的区别非常模糊，以至于没有一种语言有对立。小舌音、喉音和声门音的擦音从不与近音有对立。

### 清音
清响音比较罕见，世界上只有约5%的语言存在这种音素。一般很难区分清响音。每个清响音都会在音系中有对应的浊响音。
清响音在太平洋沿岸（如大洋洲、东亚与南北美）和一些语系（如南岛语系、汉藏语系、纳-德内语系、爱斯基摩-阿留申语系）中较多见。威尔士语有清齿龈颤音 /r̥/与3种清鼻音。

## 響音範例
在許多語言的響音記錄裡包含有下列的語音：兩個鼻音 /m/, /n/、兩個半元音 /w/, /j/，及兩個流音 /l/, /r/。
英語音系學含有下列的響音輔音音素：/l/, /m/, /n/, /ŋ/, /ɹ/, /w/, /j/.
古爱尔兰语具有最复杂的响音系统之一，仅舌冠音就有12个。舌冠边音、鼻音、R音有强弱与颚化对立：/N, n, Nʲ, nʲ, R, r, Rʲ, rʲ, L, l, Lʲ, lʲ/。再加上鼻音的/ŋ, ŋʲ, m, mʲ/，总共有16个响音。
中古漢語聲母的次濁音包含明、泥、來、娘、日、疑、喻八母。

## 音变
清响音有强烈的浊化或辅音强化的趋势，如强化为/ç/、/ɬ/之类的擦音。
北美英语的连贯语音中，/t/、/d/在响音（包括元音和成音节的/l/）后常会闪音化为ɾ。

## 參看
- 響亮級別